# Aşağı Güzdək
Aşağı Güzdək è un comune dell'Azerbaigian situato nel distretto di Abşeron. Conta una popolazione di 2 755 abitanti.